# 1996 CQ1
1996 CQ1 är en asteroid i huvudbältet som upptäcktes den 14 februari 1996 av Višnjan-observatoriet i Kroatien.
Asteroiden har en diameter på ungefär 2 kilometer och den tillhör asteroidgruppen Vesta.